# Xylocopa wellmani
Xylocopa wellmani är en biart som beskrevs av Cockerell 1906. Xylocopa wellmani ingår i släktet snickarbin, och familjen långtungebin. Inga underarter finns listade i Catalogue of Life.